# Lewis Macleod (football)
Lewis Macleod, né le 16 juin 1994 à Wishaw, est un footballeur écossais qui évolue au poste de milieu de terrain au Plymouth Argyle.

## Biographie

### Rangers
Né à Wishaw, Macleod rejoint le Rangers FC en 2004. Il signe un contrat professionnel en 2012, faisant ses débuts le 29 juillet 2012, lors d'un match de Scottish Challenge Cup contre l'équipe de Brechin City. Avec les Rangers, il est champion à deux reprises se voit promu deux fois en deux saisons (2012-13 et 2013-14).

### Ligue anglaise
Le 1er janvier 2015, il rejoint le club anglais de Brentford pour trois saisons et demie.
A l'issue de la saison 2018-2019, il est libéré par Brentford. 
Le 12 juillet 2019, il rejoint Wigan Athletic.
Le 17 août 2020, il rejoint Plymouth Argyle.

## Palmarès

### En club
Rangers FC
- Championnat d'Écosse D3
  - Vainqueur (1) : 2014

- Championnat d'Écosse D4
  - Vainqueur (1) : 2013